# Jani Toivola
Jani Toivola, né le 27 novembre 1977 à Vaasa (Finlande) est un présentateur, un acteur, danseur, mais aussi un homme politique finlandais élu pour la première fois à l'Eduskunta à l'occasion des élections législatives de 2011.

## Biographie

### Carrière artistique
De 1999 à 2002, Jani Toivola intègre le HB Studio de New York. Il a participé à de nombreux spectacles de danse, des émissions de télévision et des jeux. Au début des années 2000 il est la voix off de The Voice sur la châine Kutonen. Il a également travaillé pour Idols sur MTV3 en 2007 et a été choisi pour présenter une saison spéciale de Big Brother en automne 2009.
Jani Toivola est aussi un entrepreneur, il a fondé une société de mode dans laquelle il est créateur artistique. Sa société (The Greendress) a ouvert trois magasins de vêtements de sa propre marque à Helsinki, Turku et Tampere qui ont néanmoins fermé en février 2012.

### Carrière politique
Jani Toivola est élu député de la Ligue verte à l'Eduskunta à l'occasion des élections législatives du 17 avril 2011. Il représente la circonscription d'Uusimaa.
Depuis 2013, il est le 2e vice-président de la Ligue verte. Au Parlement de Finlande, il est membre de la Commission des affaires juridiques et de la Commission pour l'emploi et l'égalité.
En octobre 2014 il annonce qu'il ne se représentera pas aux élections législatives finlandaises de 2015, ne pouvant pas concilier sa famille monoparentale à son travail parlementaire, avant de revenir sur sa décision en février 2015.

### Vie personnelle
Jani Toivola est né d'un père kenyan et d'une mère finlandaise et a passé seul son enfance avec sa mère en Finlande. À ce titre il est le premier parlementaire noir du pays et lutte contre le racisme en Finlande.
Jani Toivola est également l'un des seuls députés ouvertement homosexuels de Finlande. À ce titre, c'est lui qui dépose à la suite du vote du mariage homosexuel en Finlande la déclaration demandant au Gouvernement de la Finlande de mettre sans délais en conformité le droit finlandais avec cette nouvelle loi.
Le 9 décembre 2013 il annonce sur son compte Twitter la naissance de sa fille Läsnä.

## Filmographie

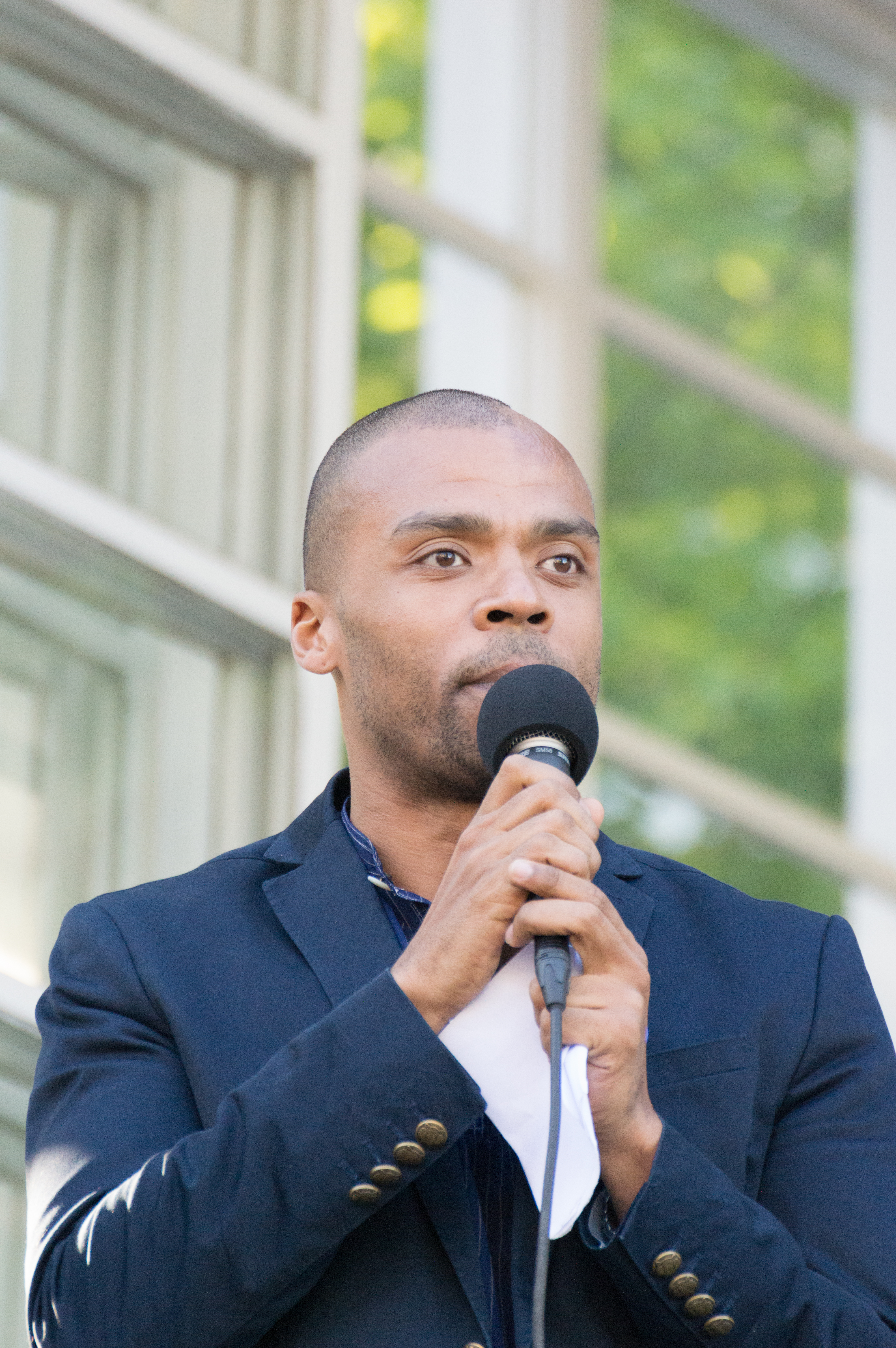
Jani Toivola en 2012.

### Films
- 2003 : Kuilu mielessä
- 2006 : Siilijuttu : Conducteur du bus
- 2010 : Päivät kuin unta : Miss Tampax
- 2013 : Leijonasydän : Salif

### Séries télévisées
- 2005 : Kylmäverisesti sinun : Hannu
- 2005 : Käenpesä : Samir Kibaki
- 2006 : Osasto 5 : Ahmed Mattila
- 2006 : Ähläm Sähläm : Heikki
- 2008 : Röyhkeä diplomaatti : lui-même
- 2009 : Big Brother Extra : Présentateur
- 2010 : Make Up : lui-même
- 2010 : Lauantaiviihde : lui-même
- 2011 : Tanssii tähtien kanssa : Participant
- 2011 : Villa Helena : Emmanuelle
- 2012 : Putous : Jeeveli
- 2013 : Pakko tanssia : Présentateur

### Théâtre
- Sorsastaja, Théâtre national de Finlande (2006)
- Hairspray, Théâtre municipal d'Helsinki (2005)
- Hair, Théâtre Peacock de Linnanmäki